# Comuna Malîn, Mlîniv
Malîn (în ucraineană Малин) este o comună în raionul Mlîniv, regiunea Rivne, Ucraina, formată din satele Malîn (reședința) și Pidhai.

## Demografie
Componența lingvistică a comunei Malîn
     Ucraineană (99,32%)
     Alte limbi (0,68%)
Conform recensământului din 2001, majoritatea populației comunei Malîn era vorbitoare de ucraineană (99,32%), existând în minoritate și vorbitori de alte limbi.